# Pingo de Gente
Pingo de Gente é uma telenovela brasileira produzida e exibida pela RecordTV entre 9 de agosto e 14 de dezembro de 1971, em 110 capítulos, às 18h30, substituindo Tilim e sendo substituída por O Príncipe e o Mendigo. Escrita por Raymundo López e dirigida por Zéluiz Pinho. A Televisa produziu dois remakes mexicanos da obra: Gotita de gente (1978) e Gotinha de Amor (1998).
Veio na safra de novelas infantis lançadas após o sucesso de A Pequena Órfã na TV Excelsior, entre elas Sozinho no Mundo da TV Tupi, Meu Pedacinho de Chão da Rede Globo, Ricardinho: Sou Criança, Quero Viver, na Band, além de A Menina do Veleiro Azul da própria Excelsior.
Conta com Elisa D'Agostino, Zanoni Ferrite, Célia Helena, Carminha Brandão, Célia Coutinho, Célia Olga, Rodolfo Mayer e Linda Gay nos papéis principais.

## Enredo
No passado, Lorena abandonou o bebê recém-nascido da própria filha Marta em um orfanato por ser fruto de um romance com um moço pobre. Após 7 anos, Ana Maria, conhecida por todos como Pingo de Gente por ser muito pequenina ainda, decide fugir do orfanato, cansada dos maltratos da diretora, passando a viver nas ruas, onde fica a amiga de outras crianças fugitivas.
Ela conhece João, um vendedor ambulante que vê na menina a filha que nunca teve, porém a maldosa Laura, ex-namorada do moço que não suporta crianças, decide chamar a assistente social Sofia para investigar o caso e levar a menina. Enquanto isso Marta finalmente se liberta das amarras da mãe para procurar a filha e acaba se apaixonando por João.

## Elenco
| Ator             | Personagem                           |
| ---------------- | ------------------------------------ |
| Elisa D'Agostino | Ana Maria Magalhães (Pingo de Gente) |
| Zanoni Ferrite   | João                                 |
| Célia Helena     | Marta Magalhães                      |
| Carminha Brandão | Lorena Magalhães                     |
| Célia Coutinho   | Laura                                |
| Célia Olga       | Drª. Sofia                           |
| Rodolfo Mayer    | Rodolfo Magalhães                    |
| Linda Gay        | Eleonor Magalhães                    |
| Nea Simões       | Noemia Magalhães                     |
| Wilma de Aguiar  | Diretora Solange                     |
| Adriano Stuart   | Jorge                                |
| Eduardo Abbas    | Tony                                 |
| Ademir Rocha     | Gininho                              |
| Eliana de Cássia | Julinha                              |
| Marcelino Buru   | Ricardinho                           |
| Amélia Seyssel   | Gigi                                 |
| Assunta Mantelli | Fabiana                              |
| Edmundo Lopes    | Mundinho                             |

### Participações especiais
| Ator             | Personagem |
| ---------------- | ---------- |
| Sebastião Campos | Dr. Julião |